# تيت فراح (سيدي الحاج امحمد)
تيت فراح هي إحدى مشيخات المملكة المغربية، تتبع جغرافيا لإقليم تاونات وإداريًا لسيدي الحاج امحمد. يقدر عدد سكانها بـ 8649 نسمة حسب الإحصاء الرسمي للسكان والسكنى لسنة 2004.